# Мост Дружбы (Приморье)
Мост Дружбы (кор. 조선-로씨야 우정의 다리) является единственным мостом через реку Туманную (Туманган) на границе России и КНДР. Расположен юго-западнее станции Хасан. По своему предназначению является железнодорожным по линии «Хасан — Туманган — Наджин». В октябре 2017 года российская телекоммуникационная компания ТрансТелеКом, дочерняя компания ОАО «РЖД», провела по нему в КНДР альтернативный оптоволоконный канал Интернета в КНДР. Мост построен в первую очередь с целью экспорта сырья, главным образом - угля, в КНДР и КНР. Пропускная способность моста, как и всей ж/д линии, составляет 5 млн тонн грузов в год.

## История
Российская империя официально провозгласила левый берег реки Туманной своей территорией в 1861 году, уточнив в свою пользу договор о новых границах 1860 г. с Китаем в Приморье. Однако в 1905 году Корея была аннексирована Японией. В целях освоения природных ресурсов южного Приморья и защиты его границ от японских интервентов в 1938 году началось строительство железнодорожной линии от станции Барановский до населенного пункта Краскино протяженностью 190 км. Строительство было закончено в 1941 году. После окончания Великой Отечественной войны линия Барановский-Краскино была продолжена до государственной границы с КНДР и её общая протяженность составила 238 км. Конечным пунктом линии стала станция Хасан (рядом находится озеро Хасан). Станция Хасан была открыта для работы 28 сентября 1951 года. Она недолго оставалась тупиковой: через реку Туманган, по фарватеру которой проходит государственная граница, был построен временный деревянный мост, и уже в 1952 году в Корею прошли первые рабочие поезда. Временный деревянный мост не обеспечивал перевозку возрастающего грузопотока, поэтому в 1959 году совместными усилиями строителей обеих стран был построен мост с металлическими пролетными строениями на каменных устоях, получивший название «Мост Дружбы». Он сдан в эксплуатацию 9 августа 1959 года.

## Современное использование
До 2011 года ширококолейный путь пролегал только до станции Туманган, где располагается пункт перестановки колёсных пар. В 2011 году ширококолейный участок Хасан — Наджин был восстановлен, по линии прошёл пробный поезд. По мосту проходит оборот пассажирских поездов № 7/8 сообщением Пхеньян — Туманган и 651/652 Уссурийск — Туманган. В составе этих поездов курсирует беспересадочный вагон Корейских государственных железных дорог сообщением «Москва — Пхеньян», перецепляемый в Тумангане между этими поездами, а также два беспересадочных вагона Российских железных дорог сообщением «Москва — Туманган». Пассажиры поезда 651/652 проходят таможенный контроль на станции Туманган. Пропускная способность моста, как и всей линии, составляет 5 млн тонн/год, по итогам 2015 года он был загружен менее чем на 30 %. Через железнодорожный мост «Дружба» Россия экспортирует уголь в КНР через северокорейский порт Раджин.